# Fannia paraisensis
Fannia paraisensis är en tvåvingeart som beskrevs av Araugo och Márcia Souto Couri 1996. Fannia paraisensis ingår i släktet Fannia och familjen takdansflugor. Inga underarter finns listade i Catalogue of Life.